# Microterys zakeri
Microterys zakeri ist eine Erzwespe der Gattung Microterys in der Familie Encyrtidae. Der Hyperparasit befällt die Napfschildlaus Pulvinaria psidii, die weltweit verbreitet ist und in Bangladesch im Anbau von Echten Guaven und Zitruspflanzen große Schäden verursacht. Microterys zakeri ist bisher nur in der Upazila Patiya im Distrikt Chittagong vorgefunden worden.

## Beschreibung
Microterys zakeri ist eine kleine Wespe, deren äußere Erscheinung anderen Erzwespen entspricht. Die Körperlänge beträgt zwischen 0,95 und 1,3 Millimeter bei weiblichen Wespen, die Männchen sind etwas kleiner. Der Kopf mit den Mandibeln ist gelb und die Palpi hellbraun. Von der Antenne sind der Scapus gelb mit einem hellbraunen Streifen an der Unterseite, der Pedicellus gelb und die übrigen Geißelglieder hellbraun. Das erste clavale Segment ist gelb, das zweite und, falls vorhanden, auch das dritte braun. Die Grundfarbe des Thorax ist rostbraun, der Gaster ist gelb und die Beine sind, mit Ausnahme der bräunlichen Tarsen, ebenfalls gelb.
Auf dem Kopf befinden sich drei Ocellen, die in einem annähernd gleichseitigen Dreieck angeordnet sind. Die Mandibeln haben drei Zähne. Der Scapus der Antenne ist schlank, die sechs Segmente des Flagellum werden zur Antennenspitze hin zunehmend länger. Die Keule an der Spitze wird bei Weibchen aus drei Segmenten gebildet, doppelt so lang wie breit aber kürzer als der Funiculus, bei Männchen hat die Keule nur zwei Segmente. Das Pronotum ist doppelt so lang wie breit und hat einen konvexen hinteren Rand. Das Scutellum ist länger als breit und länger als das Mesoscutum. Die Vorderflügel sind bei Weibchen gut entwickelt und etwa eineinhalb mal so lang wie der Körper. Die Vorderflügel der männlichen Tiere sind dagegen gering entwickelt und kürzer, sie erreichen weniger als drei Viertel der Körperlänge. An den Tibien der mittleren Beine befindet sich jeweils ein Sporn, der geringfügig kürzer als das folgende erste Tarsenglied ist. Der Gaster ist kürzer als der Thorax und breiter als lang, mit einem konkaven Vorderrand und einem spitz zulaufenden hinteren Rand, der den Ovipositor fast verdeckt.

## Lebensweise
Alle Arten der Gattung Microterys sind Parasitoide von Pflanzenläusen verschiedener Familien. Microterys zakeri parasitiert die Napfschildlaus Pulvinaria psidii, die durch Fraß an Blättern und Zweigen von Echten Guaven und Zitruspflanzen im Obstbau von Bangladesch bedeutende wirtschaftliche Schäden verursacht. Weitere Wirte von Pulvinaria psidii in Bangladesch sind der Hennastrauch, Barringtonia acutangula, Lagerströmien und Alstonia scholaris. Pulvinaria psidii ist weltweit verbreitet und befällt Wirtspflanzen aus mehr als 50 Familien. In Florida gilt sie als bedeutender Schädling von Zierpflanzen, insbesondere Arten der Gattung Feigen (Ficus). Im Südpazifik werden Kaffee und Paprika geschädigt.

## Verbreitung
Microterys zakeri ist bisher nur an seinem Typenfundort, der Upazila Patiya (22° 18′ 0″ N, 91° 59′ 0″ O) im Distrikt Chittagong, nachgewiesen worden. Dort parasitiert sie auf den Blättern und Zweigen von Echten Guaven ihren dort parasitierenden Typuswirt Pulvinaria psidii, eine Napfschildlaus.

## Systematik und Taxonomie
Microterys zakeri ist eine von mehr als 200 Arten der Gattung Microterys in der Tribus Microteryini. Diese gehört zur Unterfamilie Encyrtinae der Encyrtidae, einer Familie der Erzwespen, deren Arten fast ausnahmslos Parasiten von Insekten, Spinnen, Milben oder Zecken sind.
Die Erstbeschreibung erfolgte 1998 als Aschitus zakeri durch den bangladeschischen Entomologen Badrul Amin Bhuiya von der University of Chittagong. Der Holotyp ist ein im Februar 1991 von Bhuiya gesammeltes weibliches Exemplar, das sich mit zwei männlichen und sieben weiblichen Paratypen im Natural History Museum in London befindet. Je ein männlicher und weiblicher Paratyp befinden sich in der Referenzsammlung der University of Chittagong. Der Artname ehrt den bangladeschischen Zoologen Kazi Zaker Husain (1930–2011) von der University of Dhaka, für seine Bemühungen zum Schutz der Biodiversität.
2014 führten der US-amerikanische Entomologe George Japoshvili, und seine japanischen Kollegen Yoshimitsu Higashiura und Satoshi Kamitani eine umfassende Bearbeitung der japanischen Encyrtidae durch. In diesem Rahmen synonymisierten sie die Gattung Aschitus Mercet, 1921 mit Microterys Thomson, 1876.